# Вячеслав Велев
Вячеслав Велев е украински професионален футболист, защитник, от 2023 година е състезател на ФК Крумовград.

## Кариера
Роден е в Одеса, юноша е на местния Черноморец Одеса. Прави своя официален дебют срещу ФК Минай на 10 август 2019 г. Там играе до 2020 г., когато подписва с Мариупол. След като напуска Мариупол, минава през нискодивизионни украински клубове. През 2022 г. подписва с Пирин (Благоевград). 
През 2023 г. напуска отбора на Пирин, като на 4 юли 2023 г. подписва договор с елитният тим на ФК Крумовград. На 14 юли 2023 г. дебютира за отбора в откриването на шампионата на Първа лига (сезон 2023/2024), спечелен с 3-1 срещу шампионите от Лудогорец (Разград).